# ترپو (رودسر)
ترپو یک روستا در ایران است که در شهرستان رودسر استان گیلان واقع شده‌است.

## جمعیت
این روستا در دهستان اشکور سفلی قرار دارد و براساس سرشماری مرکز آمار ایران در سال ۱۳۸۵، جمعیت آن ۲۵ نفر (۹ خانوار) بوده‌است.